# Kruis voor Dapperheid (Vietnam)

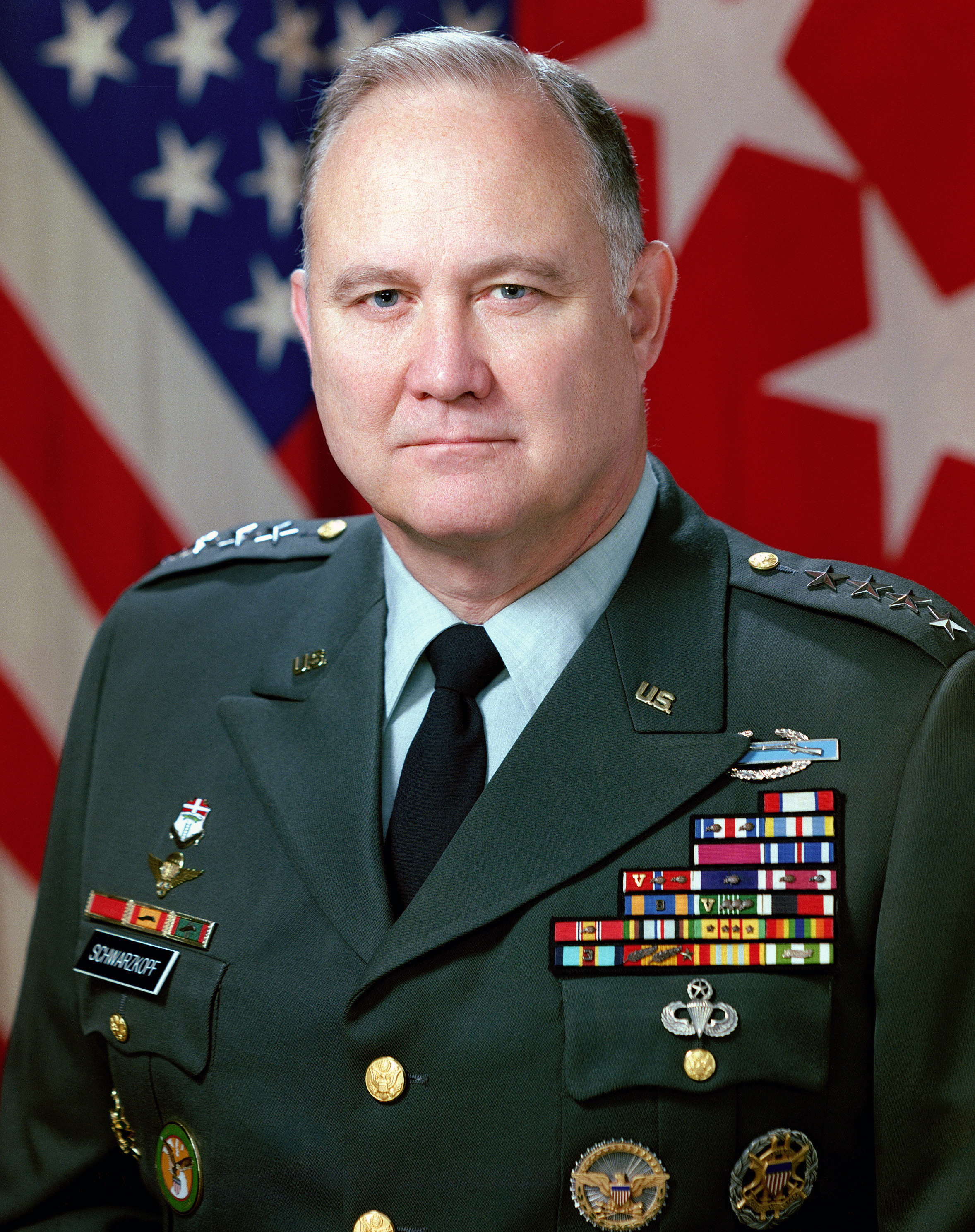
Generaal Schwarzkopf draagt op de onderste rij van zijn batons een Kruis voor Dapperheid met twee bronzen palmen en een bronzen ster)

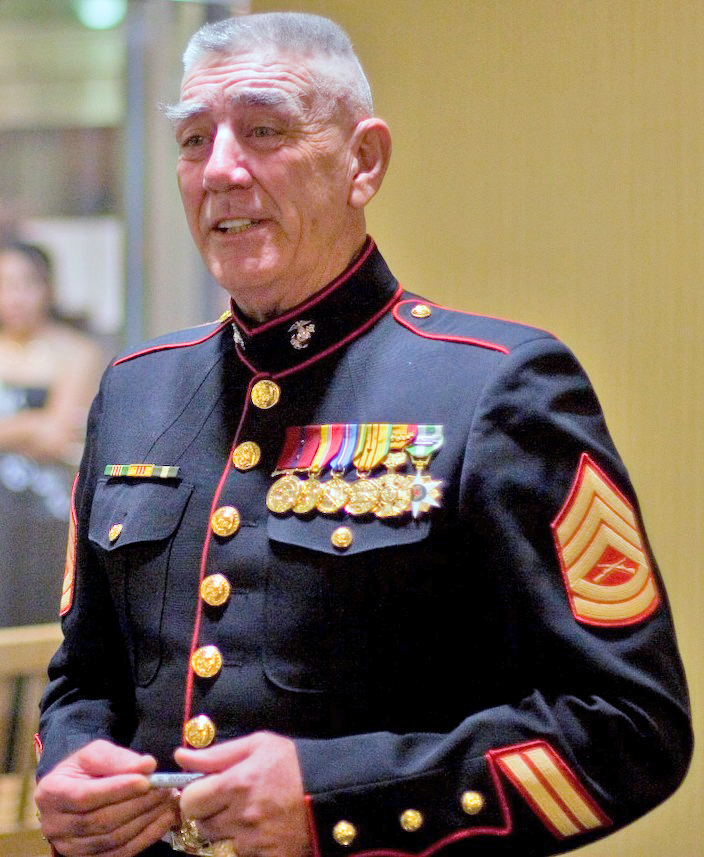
Ronald Lee Ermey, een amerikaans onderofficier met het Kruis voor Dapperheid met Palm en ster

Het Kruis voor Dapperheid (Vietnamees: "Anh-Dúng Bôi-Tinh") van Vietnam werd op 15 augustus 1950 ingesteld door Keizer Bảo Đại. De onderscheiding werd in vier graden uitgereikt voor dapperheid en opvallende heldendom. De onderscheiding werd aan militair personeel, burgers en militaire eenheden uitgereikt.
- Ie Klasse met lauweren. Toegekend voor vermelding in een Dagorder aan de Strijdkrachten.
- IIe Klasse met Gouden Ster. Toegekend voor vermelding in een Dagorder aan een Legerkorps.
- IIIe Klasse met Zilveren Ster. Toegekend voor vermelding in een Dagorder aan een Divisie.
- IVe Klasse met Bronzen Ster. Toegekend voor vermelding in een Dagorder aan een Regiment of Brigade.

De kruisen werden niet zonder ster of palm uitgereikt.
De militairen van eenheden die een Kruis voor Dapperheid ontvingen dragen een baton dat in een gouden rand is gevat.
De palm en de sterren werden naar Frans voorbeeld op het lint gedragen. Men heeft in Vietnam bij deze onderscheiding het decoratiestelsel van het beroemde Franse Croix de Guerre overgenomen. Men kan meerdere sterren en palmen op het lint dragen.
Toen Vietnam in 1957 een republiek werd heeft men het kruis aangehouden. Met de val van Zuid Vietnam in 1975 kwam een einde aan het Kruis voor Dapperheid.
Het versiersel is een bronzen leopoldskruis met een verhoging in de vorm van een ovale Vietnamese gong. Tussen de armen zijn zwaarden en een krans van tropische bladeren gelegd. In het centrale medaillon is een kaart van Vietnam met daarop een schriftrol met de woorden "QUOC-GIA LAO-TUONG" en een krans afgebeeld. Men draagt het kruis aan een rood-geel-rood lint. De gele baan wordt onderbroken door acht smalle dubbele rode strepen.
Amerikaanse militairen kwamen door hun inzet in de Vietnamoorlog vanaf 1968, met terugwerkende kracht tot 1961, in aanmerking voor het Vietnamese Kruis voor Dapperheid. Hun eenheden werden ook in eervolle vermeldingen genoemd. Onder hen is Generaal B.D. Norman Schwarzkopf jr. die een kruis met twee bronzen palmen en een bronzen ster draagt.
Het kruis is vergelijkbaar met de twee andere Vietnamese kruisen voor dapperheid
- Het Kruis voor Dapperheid van de Marine (Navy Cross) dat lager in rang was.
- Het Kruis voor Dapperheid in de Lucht (Air Gallantry Cross ) dat lager in rang was.